# ترش أب بالا (باقران)
ترش أب بالا (بالإنجليزية: Torsh Ab-e Bala)‏ هي مستوطنة تقع في إيران في قسم باقران الريفي.